# 阿拉富阿
阿拉富阿（Alafua），是大洋洲萨摩亚的一个村庄，距离该国首都阿皮亚约2英里。南太平洋大学阿拉富阿校区（农学院以及萨摩亚教育中心）设于此地。阿拉富阿也是一个旅游胜地，当地有一些独特的岩石。

## 引用资料
1. ↑  （英文）Welcome to the Alafua Campus （页面存档备份，存于）,南太平洋大学网站

13°51′S 171°47′W / 13.85°S 171.78°W